# Personal Ancestral File
Personal Ancestral File eller PAF var ett genealogiprogram från FamilySearch som ägdes av Jesu Kristi kyrka av sista dagars heliga. Det var tillgängligt som freeware och lades ner 2013.